# Berg-Frauenschuh
Der Berg-Frauenschuh (Cypripedium montanum) ist eine Pflanzenart aus der Gattung Cypripedium in der Familie der Orchideen (Orchidaceae).

## Beschreibung

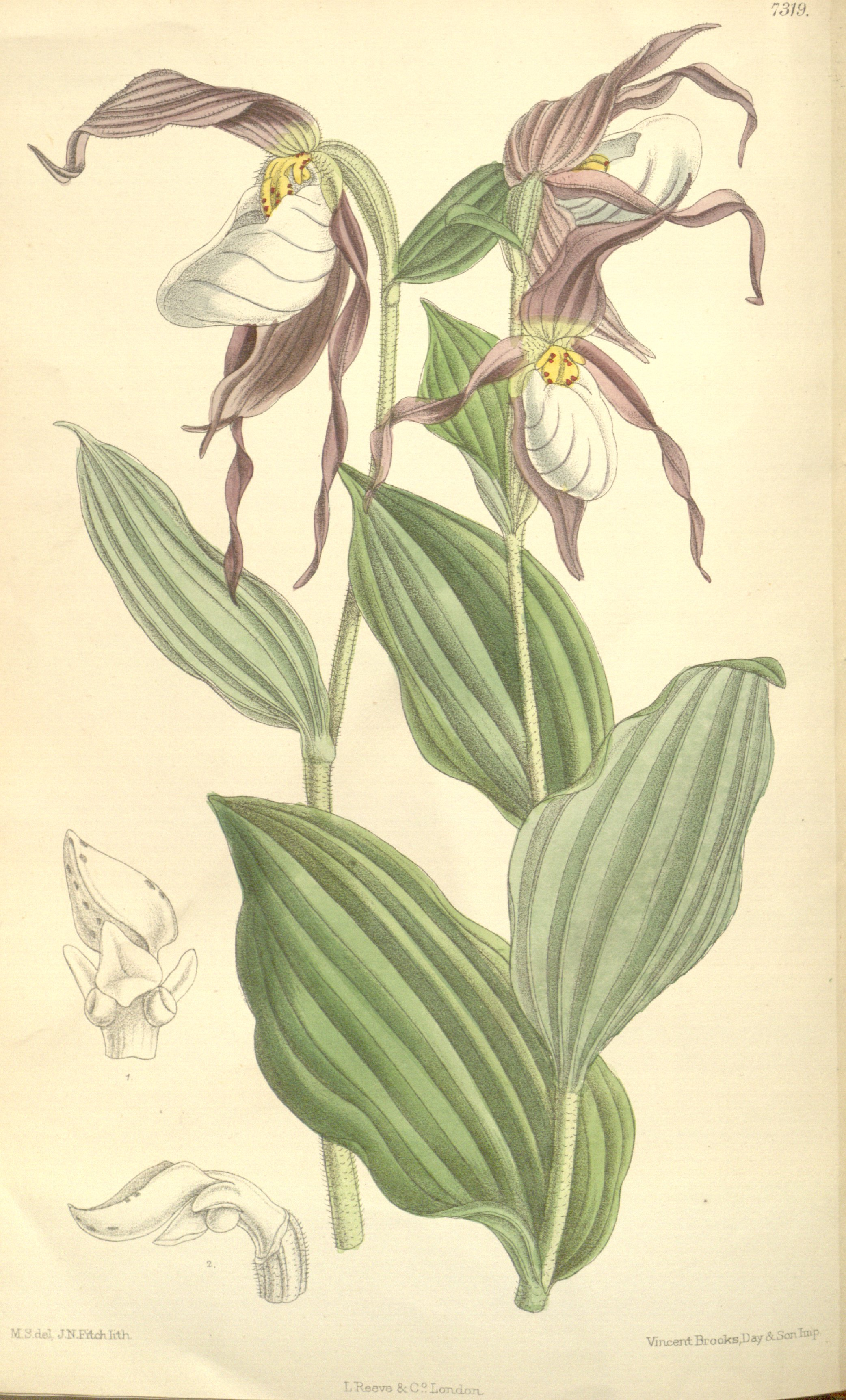
Berg-Frauenschuh (Cypripedium montanum), Illustration

Der Berg-Frauenschuh ist eine ausdauernde Pflanze mit einem Rhizom, die Wuchshöhen von 25 bis 70 Zentimeter erreicht. Der Stängel trägt vier bis sechs Blätter. Diese sind variabel geformt: fast rundlich, elliptisch, eiförmig bis breit-lanzettlich. An sonnigen Standorten sitzen die Blätter gedrängt im unteren Bereich des Stängels und weisen nach oben, an schattigen Stellen sind sie mehr am Stängel verteilt und seitlich abgespreizt. Die Länge beträgt 4 bis 17 Zentimeter, die Breite 3 bis 8 Zentimeter. Es sind meist ein oder zwei, selten drei Blüten vorhanden. Die äußeren und inneren Perigonblätter sind auf grünem Grund stark rötlichbraun überlaufen, selten rein grün. Die äußeren Perigonblätter sind viel länger als die Lippe. Das obere äußere Perigonblatt ist 3 bis 6,5 Zentimeter lang. Die inneren Perigonblätter sind gedreht, 4,5 bis 7 Zentimeter lang bei nur 3 bis 5 Millimeter Breite. Die Lippe ist weiß, die Öffnung misst 13 bis 22 Millimeter und läuft vorne spitz zu. Das Staminodium ist rautenförmig bis breit-oval.
Die Blütezeit variiert in dem großen, von Alaska bis Kalifornien reichenden Areal von Februar bis September.

## Vorkommen
Der Berg-Frauenschuh kommt im warmen bis kühlen westlichen Nordamerika in frischen bis trockenen, selten in feuchten lichten Wäldern, Sümpfen, Eichen-Gebüschen und auf subalpinen Hängen in Höhenlagen bis 2400 Meter vor.
Das Verbreitungsgebiet reicht von Alaska bis Kalifornien.

## Taxonomie
Der Berg-Frauenschuh wurde 1840 von John Lindley in Genera and Species of Orchidaceous Plants Seite 528 als Cypripedium montanum erstbeschrieben. Lindley verwendete dabei einen Namen, den er von David Douglas übernommen hatte.

## Nutzung
Der Berg-Frauenschuh wird selten als Zierpflanze für Gehölzgruppen genutzt.

## Belege
- Eckehart J. Jäger, Friedrich Ebel, Peter Hanelt, Gerd K. Müller (Hrsg.): Rothmaler Exkursionsflora von Deutschland. Band 5: Krautige Zier- und Nutzpflanzen. Spektrum Akademischer Verlag, Berlin Heidelberg 2008, ISBN 978-3-8274-0918-8.
- Charles J. Sheviak: Cypripedium. In: Flora of North America Editorial Committee (Hrsg.): Flora of North America North of Mexico. Band 26. Oxford University Press, New York und Oxford, S. 504 (eFloras.org [abgerufen am 20. Januar 2009] 1993+).